# Wyrażenie (logika)
Wyrażenie, symbol językowy − jest to zbiór znaków o charakterze językowym, szczególnie istotny w logice i kulturze. Jako wyrażenia proste, w zakresie danego języka, przynależą one do słowników (naturalnych lub formalnych) albo stanowią konstrukty złożone z wyrażeń prostych (z uwzględnieniem reguł syntaktycznych obowiązujących w danym języku).

## Wyrażenie-egzemplarzawyrażenie-typ
Wyrażenie-egzemplarz stanowi napis lub dźwięk, a także dowolne inne zjawisko fizyczne, wytworzone w określonym miejscu i czasie.
Wyrażenie-typ jest klasą, której nie należy interpretować w sposób dosłowny (cum grano salis), ponadto jest ona równokształtna z wyrażeniem-egzemplarzem.
Aby skutecznie się porozumiewać, konieczne jest pojmowanie znaczeń zawartych we wzajemnych komunikatach, a także ich zrozumiałość i odpowiednie dostosowywanie. Istotny wpływ  ma na to także znajomość kontekstu wypowiedzi, dzięki której zdania nabierają logicznego sensu. Przykładowo:
- „Napisałeś brzydko kot.” - napis (kot) jest konkretnym wyrażeniem-egzemplarzem.
- „Kot ma trzy litery.” - napis (Kot)  jest pewnym wyrażeniem-typem stanowiącym klasę równokształtnych napisów w formie klasy ciągów liter (K, o, t).

Zauważyć należy, że nie każdy napis czy dźwięk jest wyrażeniem. Klasa napisów (o losowej nazwie) sama z siebie nie może być wyrażeniem, z wyjątkiem sytuacji gdy przynależy do słownika lub stanowi wyrażenie złożone z elementów słownika.

## Wyrażenie w sensie syntaktycznym a wyrażenie w sensie semantycznym
Podana wyżej definicja wyrażenia obejmuje tak wyrażenia języków formalnych jak i języków naturalnych, szeroko obecna jest w logice jednak także definicja węższa. Definicja szeroka obejmuje bowiem także takie elementy słowników języków formalnych, którym nie przypisuje się interpretacji semantycznej. Definicja szeroka ma charakter wyłącznie syntaktyczny: obejmuje wyrażenia w sensie syntaktycznym, a więc takie, które można utworzyć przez wypisanie ich na jakiejś liście (tj. w słowniku języka) lub poprzez zastosowanie wypisanych na innej liście reguł składania wyrażeń prostych w wyrażenia bardziej złożone.
W związku z rozważaniami nad naturą i funkcjami języka pojęcie „wyrażenia” rozumie się jednak często węziej, zwłaszcza w badaniach nad językami naturalnymi. Tak rozumiane wyrażenia określa się też jako wyrażenia w sensie semantycznym. Na wyrażenia w sensie semantycznym nakłada się jeszcze (prócz tego, by stanowiły elementy słownika języka lub były z nich złożone) warunek dodatkowy − aby pełniły funkcje semantyczne, np. oznaczały coś lub nazywały.
Ze względów semantycznych dzieli się wszystkie wyrażenia na trzy kategorie semantyczne: nazwy, funktory i zdania. Dzielić je można na te same podstawowe klasy, co wyrażenia wzięte w ogólności: mówić można więc o nazwach-typach i nazwach-egzemplarzach oraz o nazwach w sensie syntaktycznym i nazwach w sensie semantycznym.
Mówić można też o wyrażeniach w sensie pragmatycznym, które dodatkowo (prócz syntaktycznych i semantycznych) pełnią też jakieś funkcje pragmatyczne. Zdaniem części logików i filozofów wyrażeniem można nazwać przedmiot p dopiero wtedy, gdy użyty jako wyrażenie został w określonej sytuacji − inaczej bowiem (przede wszystkim ze względu na okazjonalność wyrażeń) nie można często przypisać mu określonych funkcji syntaktycznych lub semantycznych.

## Wyrażenia proste a wyrażenia złożone
W definicji wyrażenia zaznacza się podział na te, które tworzone są z innych wyrażeń na podstawie reguł syntaktycznych i na te, które nie są tworzone za pomocą takich reguł, ale poprzez wypisanie ich na liście wyrażeń języka. Wyrażenia złożone i wyrażenia proste definiuje się jednak nieco odmiennie. Tak np. w pracach Jacka Jadackiego wyrażenia proste to słowa, a wyrażenia złożone to zwroty, zgodnie z następującą definicją:
„Wyrażenie W jest zwrotem, gdy W da się w pełni (tj. bez reszty) rozczłonkować na co najmniej dwie takie części A i B, że: (i) zarówno A i B są wyrażeniami; (ii) jest takie wyrażenie C, że W zawiera (denotacyjny) ciąg ACB lub wynika (semantycznie) z ciągu ACB”. Wszystkie wyrażenia, które nie spełniają tych warunków, to słowa.
W polskiej terminologii logicznej spotkać można się też z innym pojęciem wyrażenia prostego i wyrażenia złożonego. Jako wyrażenie proste, czyli wyraz (termin rozumiany tak np. u Tadeusza Czeżowskiego czy Zygmunta Ziembińskiego) rozumie się „takie wyrażenie, którego żadna część nie jest wyrażeniem”.